# Provincia de Játiva
La provincia de Játiva fue una antigua provincia española creada el 27 de enero de 1822, durante el Trienio Liberal.
Su población era de 164.795 habitantes, lo que representaba el 1,41% de la población total española de la época. Su capital era Játiva. Con la restauración del absolutismo, se revocó esta división territorial el 1 de octubre de 1823, volviendo a la división anterior.
La reforma de Javier de Burgos en 1833 recuperó la división anterior, de 1822, excepto las provincias de Játiva, el Vierzo y Calatayud. En esta división el territorio de Játiva quedó dividido entre las provincias de Valencia y Alicante, quedando para la primera la antigua capital y Cofrentes, y para Alicante ciudades como Gandía, Denia, Onteniente y Albaida. Con los cambios en los límites de 1836 Alicante perdió el norte de su territorio a favor de Valencia, por lo que la antigua provincia de Játiva forma parte hoy día de la de Valencia a excepción de Denia que pertenece a la de Alicante.

## Antecedentes

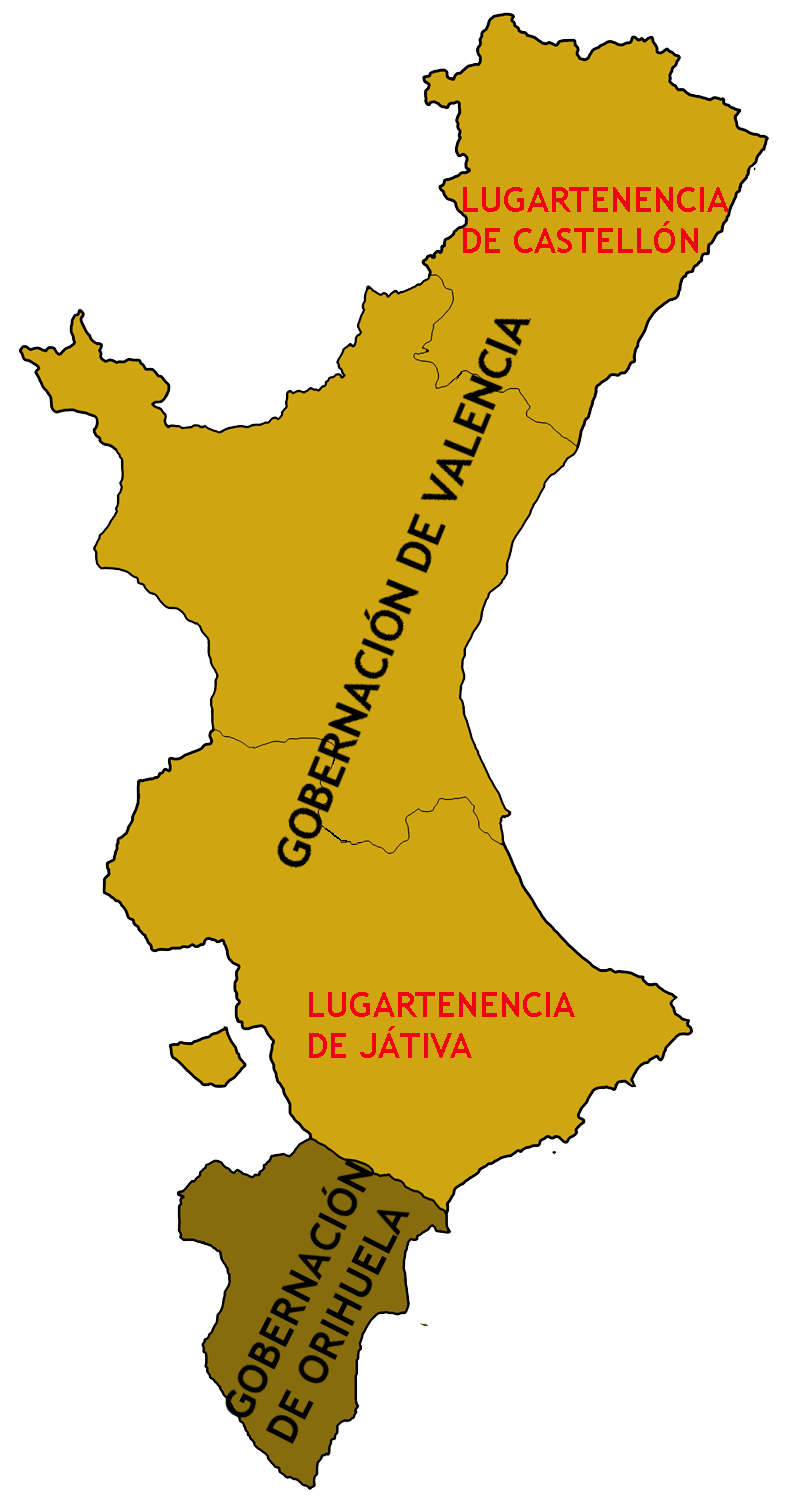
Gobernación de Játiva o Lugartenencia de Játiva en el Reino de Valencia

Durante el Reino de Valencia, el territorio se dividía en dos Gobernaciones: la Gobernación de Valencia y la Gobernación de Orihuela. Mientras tanto, la Gobernación de Valencia se subdividía en la Lugartenencia de Castellón y Lugartenencia de Játiva, aunque esta última tuvo varios períodos donde fue independiente de la de Valencia. Abarcaba los territorios al sur del río Júcar hasta la línea Biar-Busot, límite meridional del Reino de Valencia según el tratado de Almizra.
En estos siglos, la ciudad de Játiva era la segunda ciudad en importancia del Reino junto con Orihuela. Sin embargo, con la Guerra de Sucesión, y con motivo de la fuerte oposición hecha a las tropas borbónicas, la ciudad fue quemada, sus habitantes deportados, sus privilegios abolidos, sus archivos eliminados y su nombre cambiado por el de San Felipe.

## La provincia de Játiva (1822-1833)
Cien años después del asedio en la Guerra de Sucesión, y gracias a la intervención del setabense Joaquín Llorenç Villanueva, diputado por Valencia en las Cortes de Cádiz, consiguió reponer el nombre de Játiva a la ciudad. Aunque fue unos pocos años más tarde, en el Trienio Liberal, cuando Villanueva dotó de capitalidad provincial a la ciudad en la nueva organización territorial del estado.
Así, según decreto de las Cortes, la Provincia de Játiva quedó delimitada por:
- Norte: Río Júcar; todos los municipios que se situaban en el margen derecho del río se inscribían en la provincia.
- Este: Mar Mediterráneo, desde la desembocadura del río Júcar hasta el Cabo de San Antonio.
- Oeste: Límites históricos entre el Reino de Valencia y el de Castilla, desde Cofrentes hasta Fuente la Higuera.
- Sur: Desde la Fuente la Higuera hasta Carrícola, por los puntos de mayor altitud de la sierra que separa el valle de Albaida de la de la provincia de Alicante. De Carrícola hacia el mar la línea divisoria pasaba al sur de Beniarrés (incluyéndola) hasta el Cabo de San Antonio, abarcando íntegramente las cuencas del río Gallinera (la Vall de la Gallinera), río Girona (la Vall d'Ebo y la Vall de Laguar) y el barranco de la Alberca (Pedreguer).

Limitaba al norte con la provincia de Valencia, al oeste con la de Chinchilla (futura provincia de Albacete), y al sur con la de Alicante. Aunque los límites aproximados fueron descritos por las Cortes, correspondía a las provincias acordar los límites exactos entre sí. Así pues, se nombraban comisionados que debían definir estos límites junto con los correspondientes de las provincias vecinas. Las propuestas que los comisionados de Játiva trasladaron a los de sus respectivas provincias fueron:

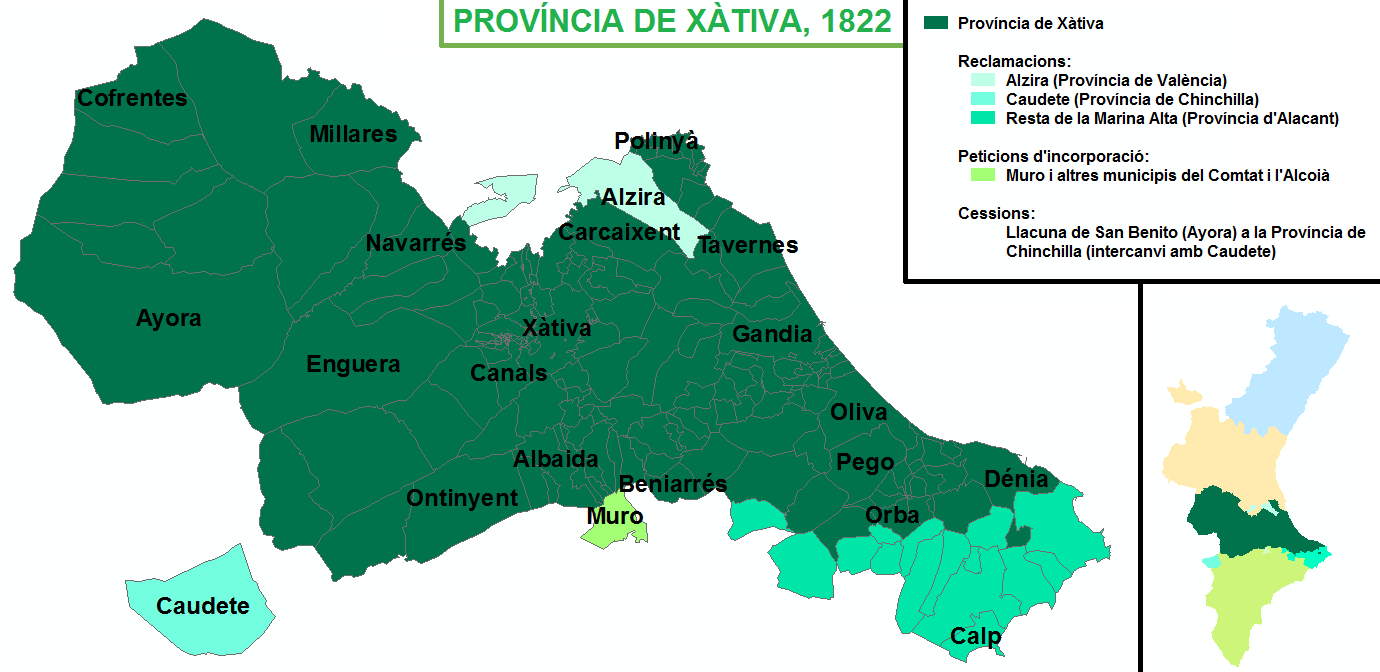
Provincia de Játiva y su ubicación en la actual Comunidad Valenciana

- Alcira: Situada en una isla del río Júcar, la mayor parte de su término municipal estaba en el margen derecho del río. Sin embargo, la Diputación de Valencia no quiso abordar este tema y su inclusión en la provincia de Valencia fue clara.
- Caudete: Municipio históricamente valenciano y muy ligado a Onteniente y al valle de Alforins, estaba asignado a la provincia de Chinchilla. Játiva propuso la inclusión de este exclave en su provincia, a cambio de ceder la pedanía ayorense de San Benito.
- Marina Alta: Denia quedaba relegada a una esquina en la provincia. Gran parte de su partido judicial (creados una década atrás) se incluían en Alicante con la divisoria provisional. Por ello, se solicitó trasladar la línea divisoria meridional desde Castell de Castells hasta el Cabo de Toix (Calpe).

Además, municipios de la Serranía de Alcoy (como el caso de Muro) pidieron su incorporación a la recién creada provincia setabense.
Contaba con una extensión aproximada de 4.000 km²; 4.600 km² si se incluían sus pretensiones territoriales.

## Municipios que la componían
Actual provincia de Albacete:
- Caudete*

Actual provincia de Alicante:
- Actual comarca del Condado de Cocentaina:
  - Beniarrés
  - Lorcha
  - Muro de Alcoy*
- Actual comarca de la Marina Alta:
  - Alcalalí*
  - Beniarbeig
  - Benidoleig
  - Benichembla*
  - Benisa*
  - Calpe*
  - Castell de Castells*
  - Denia
  - Benitachell*
  - Ráfol de Almunia
  - Vergel
  - Els Poblets
  - Gata de Gorgos*
  - Adsubia
  - Valle de Alcalá*
  - Vall de Ebo
  - Vall de Gallinera
  - Vall de Laguart
  - Llíber*
  - Murla*
  - Ondara
  - Orba
  - Parcent*
  - Pedreguer
  - Pego
  - Sagra
  - Sanet y Negrals
  - Senija*
  - Teulada*
  - Tormos
  - Jávea*
  - Jalón*

Actual provincia de Valencia:
- Actual comarca de la Canal de Navarrés:
  - Anna
  - Bicorp
  - Bolbaite
  - Chella
  - Enguera
  - Millares
  - Navarrés
  - Quesa
- Actual comarca de la Costera:
  - Barcheta
  - Canals
  - Cerdá
  - Genovés
  - Estubeny
  - Alcudia de Crespins
  - Fuente la Higuera
  - La Granja de la Costera
  - Llosa de Ranes
  - Llanera de Ranes
  - Lugar Nuevo de Fenollet
  - Mogente
  - Montesa
  - Novelé
  - Rotglá y Corbera
  - Torrella
  - Vallada
  - Vallés
  - Xàtiva
- Actual comarca de la Ribera Alta:
  - Alcántara de Júcar
  - Alcira*
  - Benegida
  - Carcagente
  - Cárcer
  - Villanueva de Castellón
  - Cotes
  - Énova
  - Puebla Larga
  - Manuel
  - Rafelguaraf
  - San Juan de Énova
  - Sellent
  - Señera
  - Sumacárcel
- Actual comarca de la Ribera Baja:
  - Benicull
  - Corbera
  - Favareta
  - Fortaleny
  - Llaurí
  - Poliñá de Júcar
  - Riola
- Actual comarca de la Safor:
  - Ador
  - Alfahuir
  - Almiserat
  - Almoines
  - Bárig
  - Bellreguart
  - Beniarjó
  - Benifairó de la Valldigna
  - Beniflá
  - Benirredrá
  - Castellonet
  - Daimuz
  - Real de Gandía
  - Gandía
  - Guardamar de la Safor
  - Alquería de la Condesa
  - Fuente Encarroz
  - Lugar Nuevo de San Jerónimo
  - Miramar
  - Oliva
  - Palma de Gandía
  - Palmera
  - Piles
  - Potríes
  - Rafelcofer
  - Rótova
  - Simat de Valldigna
  - Tabernes de Valldigna
  - Villalonga
  - Jaraco
  - Jeresa
- Actual comarca del Valle de Albaida:
  - Agullent
  - Ayelo de Malferit
  - Ayelo de Rugat
  - Albaida
  - Alfarrasí
  - Adzaneta de Albaida
  - Bélgida
  - Bellús
  - Beniatjar
  - Benicolet
  - Benigánim
  - Benisoda
  - Benisuera
  - Bufali
  - Carrícola
  - Castellón de Rugat
  - Palomar
  - Ráfol de Salem
  - Fontanares
  - Guadasequies
  - Ollería
  - Puebla del Duc
  - Luchente
  - Montaberner
  - Montichelvo
  - Onteniente
  - Otos
  - Pinet
  - Cuatretonda
  - Rugat
  - Salem
  - Sempere
  - Terrateig
- Actual comarca del Valle de Ayora:
  - Ayora
  - Cofrentes
  - Cortes de Pallás
  - Jalance
  - Jarafuel
  - Teresa de Cofrentes
  - Zarra

*Propuestas y reclamaciones

## Síntesis

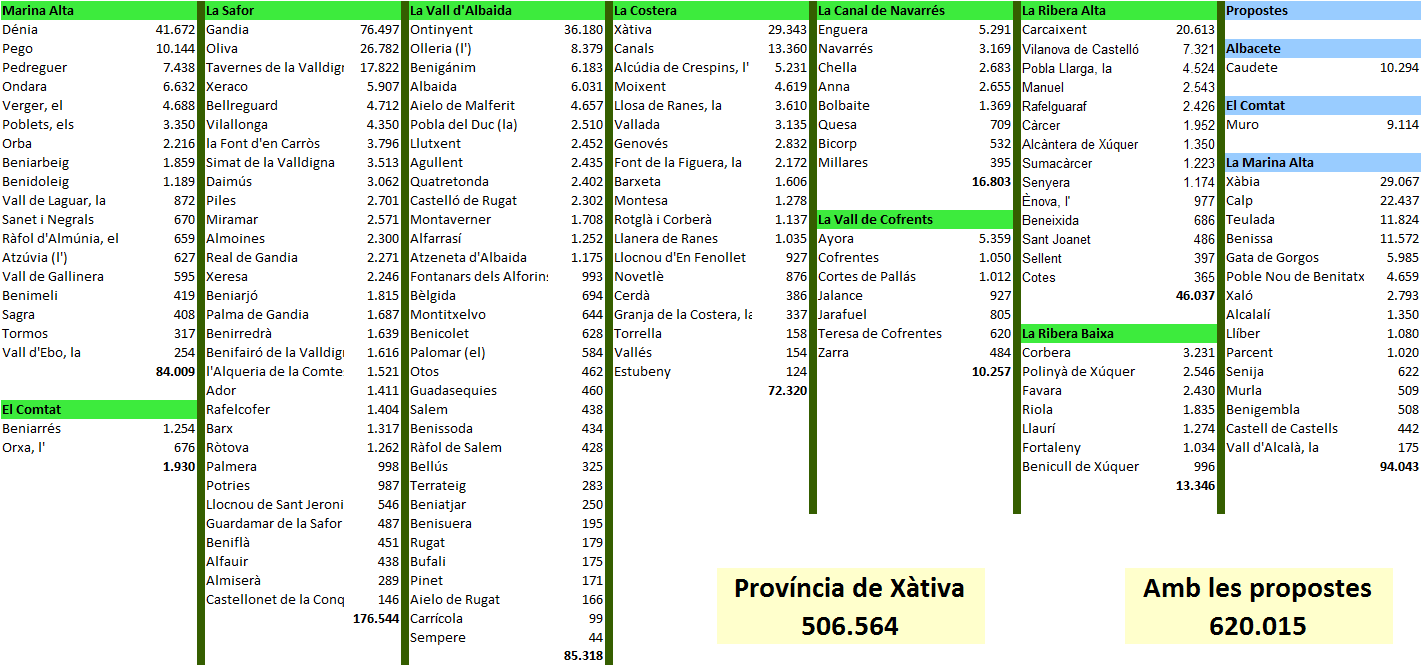
Municipios que formaron parte de la provincia de Játiva, con la población según el padrón del INE 2014

Algunos de los problemas a los que tuvo que hacer frente la Diputación de Játiva y que, a la postre, podrían haber motivado su no inclusión en la propuesta posterior de Javier de Burgos (la definitiva, con algunas modificaciones), fueron:
- Se trataba de una provincia de nueva planta (como todas), aunque había otras que habían disfrutado histórica y recientemente de unos gobiernos propios. Por ello, carecía de antecedentes, por lo cual, muchas veces tenía que acudir a la Diputación de Valencia para resolver litigios.
- Pese a que contaba con unos escasísimos medios, desarrolló sus tareas con eficacia.
- Fue una provincia de corta duración (poco más de un año). Además, dedicó gran parte de su tiempo a la defensa de la Constitución y a la formación de milicias en una época de profunda inestabilidad política.
- Según el historiador Martínez Roda, un factor determinante en su no inclusión posterior, fueron los agravios en Cofrentes y Montesa sobre la designación de sus riquezas aparecidas en la Junta Estadística de Játiva que se resolvió a través de la Diputación de Valencia (debido a un Decreto de 1813, anterior a la creación de la provincia). Sin embargo, para un caso similar con el municipio de Dolores, la Diputación de Valencia, y debido a la distancia, tuvo que designar un comisionado de la ciudad de Alicante para que se presentase en la villa de Dolores para obtener la información necesaria. Así pues, según Martínez, desde Valencia “era posible el control de los territorios que se iban a adjudicar a la nueva provincia de Játiva por lo que no parecía necesario crearla. Asimismo, se refuerza la idea de que las dimensiones de las provincias estaban en función de las posibilidades de control hacendístico”, mostrándose en este caso la necesidad de una nueva provincia en Alicante.

Sea como fuere, la exclusión de la provincia de Játiva marcará el devenir de esta ciudad, sin volver a ser capaz de recobrar la importancia que históricamente ha tenido en el Reino de Valencia.